# سادکی (استان بلگورود)
سادکی (انگلیسی: Sadki, Belgorod Oblast) یک شهرک در بخش کراسنوگفاردیسکی استان بلگورود کشور روسیه است.